# Päijät-Häme
Il Päijät-Häme (in svedese Päijänne-Tavastland) è una provincia della Finlandia. Il capoluogo della regione è Lahti.
Il prodotto interno lordo del Päijät-Häme nel 2001 è stato di 3.551 milioni di euro.

## Amministrazione
Come la gran parte delle altre province finlandesi, l’Häme Esterno è governata da due diversi enti:
- l’Associazione del Päijät-Häme (Päijät-Hämeen liitto) è la confederazione dei comuni, con un Consiglio provinciale nominato dai consiglieri comunali, e una relativa Giunta provinciale. Il suo compito è gestire le competenze comunali su un ambito spaziale più ampio e condiviso.
- l’Area di benessere della Päijät-Häme (Päijät-Hämeen hyvinvointialue) è l’ente sanitario provinciale, creato nel 2022 e con un Consiglio eletto direttamente dai cittadini, che tramite la relativa Giunta gestisce gli ospedali e i servizi assistenziali.[1]

Il primo ente è quello che nomina il direttore provinciale.
La provincia era inclusa nella Finlandia Meridionale, oggi ridotta a un’Agenzia regionale col ruolo di prefettura statale. 

## Comuni del Päijät-Häme
In grassetto sono marcate le città.
- Asikkala
- Hartola
- Heinola
- Hollola
- Hämeenkoski
- Kärkölä
- Lahti
- Orimattila
- Padasjoki
- Sysmä